# Jastreb
Jastreb (dal russo Ястреб) è una tuta spaziale utilizzata per le prime missioni del programma Sojuz e concepita anche per un eventuale sbarco sulla Luna. La tuta era progettata per l'attività extraveicolare degli astronauti sul velivolo spaziale Sojuz.
L'ideazione e la realizzazione della tuta cominciò nel 1966 da parte dell'azienda Zvezda, con l'aiuto di Aleksej Leonov. La tuta Jastreb era diversa dalla precedente poiché il boccaporto del modulo orbitale era di dimensioni ridotte.
La tuta è stata utilizzata soltanto durante il rendezvous tra Sojuz 4 e Sojuz 5.